# بل‌اورن (کاهتا)
بل‌اورن (ترکی|Belören) (به کردی: Belwêran) یک منطقهٔ مسکونی کردنشین در ترکیه است که در کاهتا واقع شده‌است.